# Karl Strecker (Schriftsteller)

Karl Strecker

Karl Strecker (* 8. April 1862 in Dummadel, Kreis Greifenberg; † 19. Februar 1933 in Garmisch) war ein deutscher Schriftsteller und Theaterkritiker.

## Leben
Strecker wurde als Sohn eines Rittergutsbesitzers in Dummadel im Kreis Greifenberg in Pommern geboren. Er besuchte das Gymnasium in Belgard und studierte anschließend in Berlin. Er wurde Offizier, danach Journalist, ab 1894 Redakteur bei der Volksrundschau. Ab 1901 war er Theaterreferent der Täglichen Rundschau in Berlin und schrieb Theaterkritiken. Er war auch als Schriftsteller und Dramaturg tätig.
Strecker geriet in finanzielle Nöte und wurde im Oktober 1931 wegen Versicherungsbetrugs zu einem Jahr Zuchthaus verurteilt, weil er sein Haus in Kleinmachnow angezündet hatte.

## Werke (Auswahl)
- Familie Knippe. Leipzig 1891.[2]
- Der Sang von Mönchgut. Epische Dichtg in 10 Gesängen. Bremer, Stralsund 1892.
- Heinrich von Kleist. Velhagen & Klasing, Bielefeld 1912.
- Lebensstudenten. Roman. Hinstorff, Wismar 1913.
- England im Spiegel der Kulturmenschheit. Ein Buch der Zeit. C. H. Beck, München 1915.
- Der Pfeifenkönig. Ein Roman aus der Gegenwart. C. H. Beck, München 1918.
- Goethes Faust. Velhagen & Klasing, Bielefeld, Leipzig 1920. (Digitalisat der zweiten Auflage von 1923: urn:nbn:de:bsz:14-db-id191243203X6)
- Eine Brandstiftung. Reissner, Dresden 1932.